# Duplorbis ocarina
Duplorbis ocarina är en kräftdjursart som beskrevs av Hugo Frederik Nierstrasz och Brender à Brandis 1930. Duplorbis ocarina ingår i släktet Duplorbis och familjen Duplorbidae. Inga underarter finns listade i Catalogue of Life.